# Inger Nordström
Inger Maria Nordström, född 3 december 1963, är en svensk countrysångerska och dragspelare från Karlstad bosatt sen många år i Grästorp.

## Biografi
Inger Nordström började sin bana som dragspelare och var under 1980-talet ett välkänt dragspelsnamn i Sverige. 1984 gestaltade hon Sola i Karlstad under Karlstad Kommuns 400-årsjubileum. 1986 spelade Inger Nordström in dragspelsplattan "Duett" tillsammans med norske dragspelaren Sigmund Dehli. Plattan fick det norska "Belgprisen 1986" för årets bästa dragspelsplatta i Norge.
1988 gick Nordström in som medlem i countrybandet Freetown Highway och vann Country-SM samt deltog i EM för Country i Hilversum, Holland.
1990 drog hon tillsammans med Fredrik Andersson ingång det egna bandet Inger Nordström n'her Rhinestone Band. Bandet vann Country-SM 1990. Bandet var verksamt under 18 års tid och turnerade ett flertal gånger i USA samt i Europa. Bandet släppte ett antal singlar i USA varav flera gick upp på första plats på den amerikanska Indie Radio-listan. Inger Nordström n'her Rhinestone Band röstades 10 år i rad fram till årets nordiska artist/band av läsarna av Kountry Korall, Sveriges ledande countrymagasin.
Nordström har två gånger medverkat i den svenska Melodifestivalen. 1994 då hon tillsammans med Jenny Silver körade bakom Nick Borgen med låten "Små minnen av dig" som slutade på 4:e plats och 1996 då hon deltog på egen hand med låten "Gråt inte" som inte placerade sig bland de 5 bästa utan blev delad 6:a med övriga deltagare. Hon har två döttrar.
Under 11 års tid var Nordström också en välkänd radioröst i Radio Skaraborg med programmet Country Corner. Värt att nämna bland alla de album hon spelat in är den soloplatta som spelades in i Nashville 1999. På plattan medverkar musiker som Buddy Emmons, Greg Gailbraith, Mike Leach med flera.
Hon har också varit verksam som chef på olika kulturella verksamheter. Hon var chef för Riksteatern Väst fram till mars 2012 när hon blev vd för Rörstrands Museum.

## Diskografi
- "Gunfingers" Countryplatta
- "Duett" dragspelsalbum Inger Nordström och Sigmund Dehli
- "Freetown Highway"
- "Freetown 89"
- "Cimarron County" Inger Nordström n'her Rhinestone Band
- "Sylvie Marie" Inger Nordström n'her Rhinestone Band
- "Living with a broken heart" Inger Nordström n her Rhinestone Band
- "Hey Conductor" Inger Nordström n'her Rhinestone Band producerad av Billy Bremner
- "All alone together" Inger Nordström inspelad i Nashville med bland andra Buddy Emmons, Mike Leach
- " It's that thing" Inger Nordström n'her Rhinestone Band
- " Back on track" Inger Nordström n'her Rhinestone Band
- "Rockin little Christmas" Inger Nordström n'her Rhinestone Band
- "From Memphis to Nashville" Inger Nordström n'her Rhinesone Band & The Kingbees
- "Inger Nordström & Amarillo"